# جون منا
جون منا (بالإنجليزية: Jon Mannah)‏ هو لاعب دوري الرغبي أسترالي، ولد في 13 سبتمبر 1989 في سيدني في أستراليا، وتوفي بنفس المكان في 18 يناير 2013 بسبب لمفوما.